# 샤를 드 티에리
샤를 필리프 이폴리트 드 티에리(1793년 4월 ~ 1864년 7월 8일)는 19세기 모험가로, 1840년 영국 왕실과 마오리 추장들 사이에 맺어진 와이탕이 조약 이전에 뉴질랜드에서 자신의 독립 국가를 세우려 했던 인물이다.
드 티에리는 혁명을 피해 영국으로 망명한 프랑스 가문 출신이다. 그는 1793년 자신의 부모가 도망치는 중 네덜란드의 흐라베(Grave)에서 태어났다고 주장했다. 영국에 도착한 그의 아버지 샤를 앙투안 드 티에리는 나셰르(Nasher) 남작이라는 칭호를 주장했다.
드 티에리는 옥스퍼드 대학교의 매그덜린 칼리지에 등록했으며, 이후 케임브리지 대학교의 칼리지로 옮겼다고 주장했다. 그곳에서 그는 영국을 방문 중이던 응아푸히(Ngāpuhi) 추장 홍이 히카(Hongi Hika)와 선교사 토머스 켄달(Thomas Kendall)을 만났다. 드 티에리는 케임브리지에 있는 동안 켄달을 통해 노스랜드(Northland) 호키앙가(Hokianga) 지역에 있는 40,000에이커(16,000헥타르)의 토지를 구매했다. 이 토지는 36개의 도끼와 교환되었다.
북아메리카와 카리브해를 여행한 후, 드 티에리는 1835년 태평양으로 왔다. 그는 마르키즈 제도에서 자신을 누쿠히바(Nuku Hiva)의 왕으로 선언하고, 뉴질랜드의 영국 주재관 제임스 버스비(James Busby)에게 편지를 보내 그곳에 상륙하여 "주권 추장"으로 자리 잡겠다는 의도를 밝혔다. 그의 왕국은 자유 무역과 의료를 도입하고 지역 추장들과 "때때로 얻은 혜택"을 나누겠다고 했다.
1837년 시드니에서 그는 자신의 모험에 동참할 사람들을 모집했으나, 호키앙가에 도착했을 때, 추장 타마티 와카 네네(Tāmati Wāka Nene)와 에루에라 마이히 파투오네(Eruera Maihi Patuone)는 그의 주장을 거부했다. 대신 네네와 테 타오누이(Te Taonui)가 허락한 800에이커의 작은 땅에 정착했다. 그러나 이 정착은 실패로 끝났고, 드 티에리의 추종자들은 폭동을 일으키고 그를 떠났다. 그는 마오리의 자선에 의존해야 했다. 실패에도 불구하고 그는 프랑스에 자신의 성공을 과장하며 프랑스 식민지를 자신이 이끌겠다고 주장했다. 그러나 1840년 와이탕이 조약의 체결로 이러한 가능성은 완전히 사라졌다.
드 티에리는 이후 오클랜드로 이주하여 피아노 교사로 일하다가 1864년 7월 8일 갑작스럽게 사망했다.